# Señorío de Balaguer
El señorío de Balaguer es un título nobiliario español, que fue creado por primera vez por el rey Alfonso V de Aragón, actualmente es uno de los títulos vinculados tradicionalmente al heredero de la Corona, siendo su titular Leonor de Borbón.

## Historia
Título creado en fecha desconocida de 1418 por el rey de Aragón, Alfonso V de Aragón, para su hermano Juan vinculado simbólicamente a la ciudad que había sido capital del suprimido condado de Urgel, el dominio del gran rival de los Trastámara por la posesión de la corona durante el interregno de Jaime de Urgel. Cuando Juan heredó el trono del reino en 1458 otorgó este título a su segundogénito, el infante Fernando, que lo ostentó cuando se presentó para acceder al trono en 1479. Desde entonces fue un título propio de los herederos de la Corona de Aragón, siempre unido al de príncipe de Gerona.

## Situación actual
Desde el 21 de enero de 1977 los títulos del heredero de la antigua Corona de Aragón son ostentados por el entonces príncipe Felipe de Borbón, en función del real decreto (RD 54/1977) del BOE de 22 de enero de 1977, donde recibe explícitamente el título de príncipe de Asturias y otros títulos vinculados tradicionalmente al sucesor de la Corona de España. En el ámbito legal, la Constitución española de 1978 (título II art. 57.2 establece: El Príncipe heredero, desde su nacimiento o desde que se produzca el hecho que origine el llamamiento tendrá la dignidad de Príncipe de Asturias y los demás títulos vinculados tradicionalmente al sucesor de la Corona de España.
En 1990, en una visita oficial a Balaguer, el príncipe Felipe de Borbón asumió el título en una ceremonia de homenaje popular. Desde la supresión de la Corona de Aragón a principios del siglo XVIII, es el primer heredero real que lo ostenta, si bien no ha hecho uso de él en público más allá de sus ocasionales visitas a Cataluña y en la ceremonia de su boda.
Tras el ascenso al trono, el 19 de junio de 2014, de Felipe de Borbón como Felipe VI, su hija Leonor asumió los títulos vinculados al heredero de la Corona de España, entre ellos el de Señora de Balaguer.